# Tympanoctomys cordubensis
Tympanoctomys cordubensis – wymarły gatunek gryzonia z rodziny koszatniczkowatych (Octodontidae). Kopalne szczątki tych zwierząt odkrywano na terenie argentyńskiego wybrzeża oceanu Atlantyckiego, oraz w środkowej części Argentyny. Datowano je na plejstocen (0,9–0,78 Ma).